# Ak Bars Arena
Ak Bars Arena (rusky Ак Барс Арена), je víceúčelový stadion v Kazani sloužící zejména pro fotbal. Stadion náleží do čtvrté (nejvyšší) kategorie UEFA. Pojme 45 379 diváků. Domácí zápasy zde hraje fotbalový klub FK Rubin Kazaň. Slavnostně otevřen byl 14. června 2013.
Hostil slavnostní zahájení a ukončení Univerziády 2013. V roce 2015 zde byly nainstalovány 2 bazény, jelikož během Mistrovství světa v plavání 2015 se zde soutěžilo v plavání a v synchronizovaném plavání. Kazaň Arena byl jeden ze stadionů, které hostily Konfederační pohár FIFA 2017 a Mistrovství světa ve fotbale 2018.
Do roku 2019 nesl jméno Kazaň Arena (Казань Арена), od listopadu toho roku nese jméno banky sídlící v Kazani (tatarsky барс označuje irbisa, sněžného leoparda).
Na stadionu se měl 16. srpna 2023 odehrát zápas o Superpohár UEFA 2023, avšak kvůli ruské invazi na Ukrajinu bylo utkání přesunuto do řeckého Pirea.